# Bhubaneswar
Bhubaneshwar ou Bhubaneswar (odia : ଭୁବନେଶ୍ୱର ) est la capitale de l'État de l'Odisha en Inde.

## Le nom de la ville

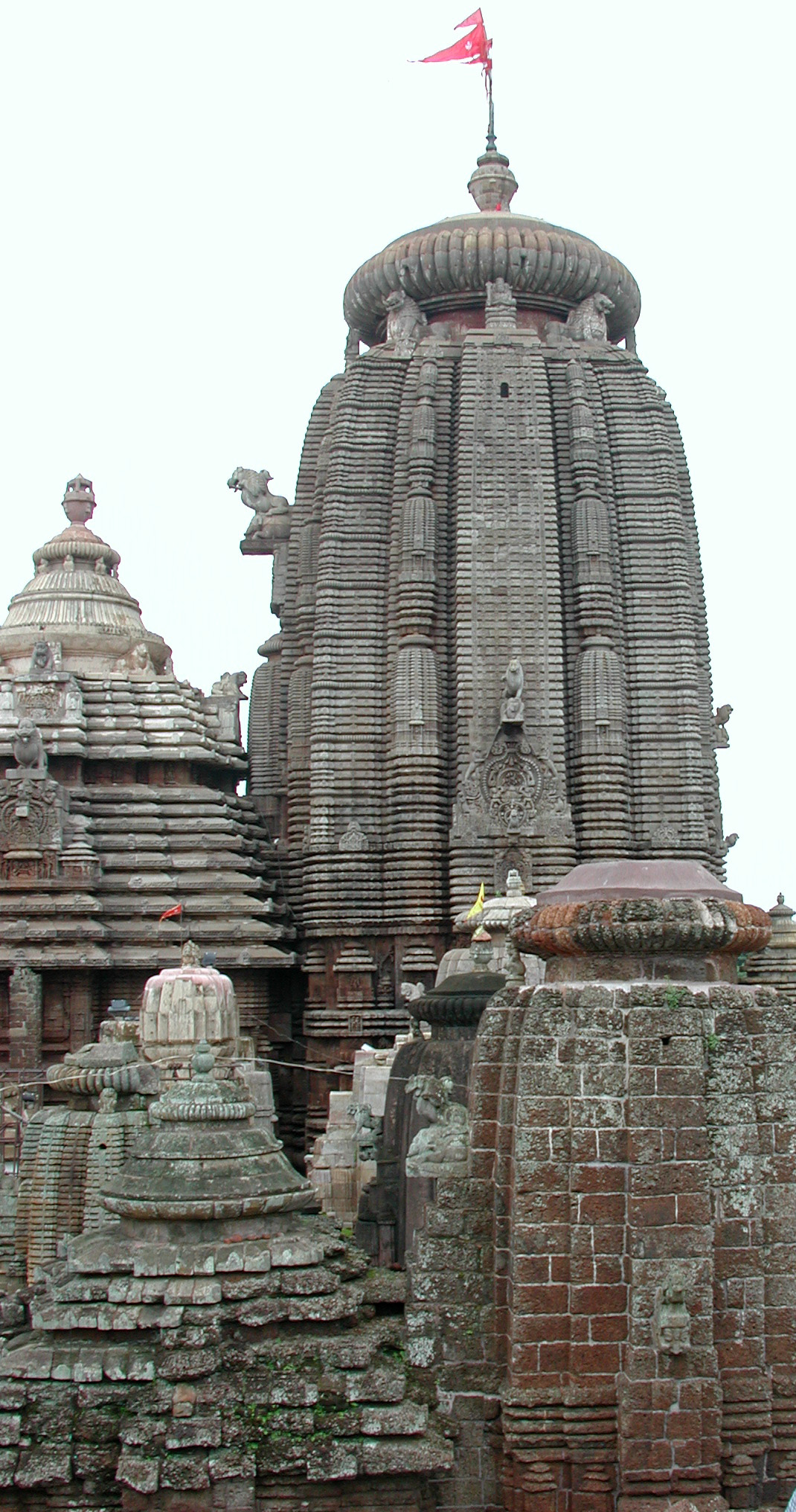
Temple de Lingaraj.

Le nom actuel de la ville, Bhubaneswar, dérive du terme sanskrit Bhuvaneśvara, « le seigneur des mondes », épithète du dieu Shiva, auquel la ville est consacrée.
La transformation du v en b est due au fait que cette consonne se confond parfois avec le b dans certaines langues du nord-est de l'Inde, comme le bengalî ou l'oriya.
Cette transformation a entraîné beaucoup de disparités dans la transcription latine du nom de la ville.
Ainsi, outre la transcription officielle (Bhubaneswar), la capitale de l'Orissa est parfois mentionnée comme Bhubaneshwar, Bhubaneshvar, Bhuvanesvar, Bhuvaneshvar etc.
À l'époque classique et à l'époque médiévale, la ville portait un tout autre nom, Bhuvaneśvara ne désignant alors que le Dieu et non la ville. La cité était appelée Ekāmra, et était considérée comme un des grands kṣetra ou terre sacrée de l'Inde, au même titre que la ville de Puri, quant à elle appelée Puruṣottama kṣetra.
L'histoire de Bhubaneswar a d'ailleurs donné lieu, sans doute aux environs du XVe siècle, à une chronique plus ou moins légendaire de la cité. Il s'agit de l'Ekāmra Purāṇa, texte dont on trouve des recensions en sanskrit comme en oriya, et dont le titre signifie « La légende de la cité d'Ekāmra ».

## Patrimoine
Bhubaneswar est surnommée la cité des temples. Du fait qu'elle a été un centre religieux prestigieux depuis une période ancienne, elle comporte de nombreux temples, depuis les complexes anciens comme le Lingaraja jusqu'aux petites chapelles bordant le bindu sagar, ainsi que des temples modernes. La ville comporte aussi des vestiges jaïns.
- Ananta Vasudeva, temple à Vishnu datant du XIIIe siècle.
- Bindu Sagar, bassin qui contiendrait un peu de toutes les eaux sacrées de toute l'Inde.
- Brahmesvara, temple de Shiva daté par inscription du XIe siècle.
- Khandagiri et Udayagiri, grottes jaïnes datant du Ier siècle av. J.-C.
- Temple de Lingaraja, temple de Shiva dont l'aspect actuel date du XIe siècle.
- Mukteswara, temple de Shiva datant du Xe siècle.
- Parasuramesvara, temple de Shiva datant du VIIe siècle.
- Raja Rani, temple de Shiva datant du XIe siècle.
- Vaital Deul, temple à la Déesse datant de la fin du VIIIe siècle début du IXe siècle.

La ville fait partie, avec Puri et Konarak, du triangle d'or de l'Orissa.

## Économie
Bhubaneswar possède un aéroport (Aéroport Biju Patnaik, code AITA : BBI).

## Personnalités
- John Burdon Sanderson Haldane, généticien anglais, mort à Bhubaneswar en 1964.
- Mira Nair, réalisatrice indienne, née à Bhubaneswar
- Sanjukta Panigrahi, danseuse traditionnelle odissi, morte à Bhubaneswar en 1997.